# Conventillo de la Paloma
El Conventillo de la Paloma es un viejo edificio ubicado en el barrio de Villa Crespo de la ciudad de Buenos Aires, Argentina que inspiró el sainete del mismo nombre de Alberto Vacarezza estrenado en 1929, que fue uno de los mayores éxitos de todos los tiempos del teatro argentino.

## Historia

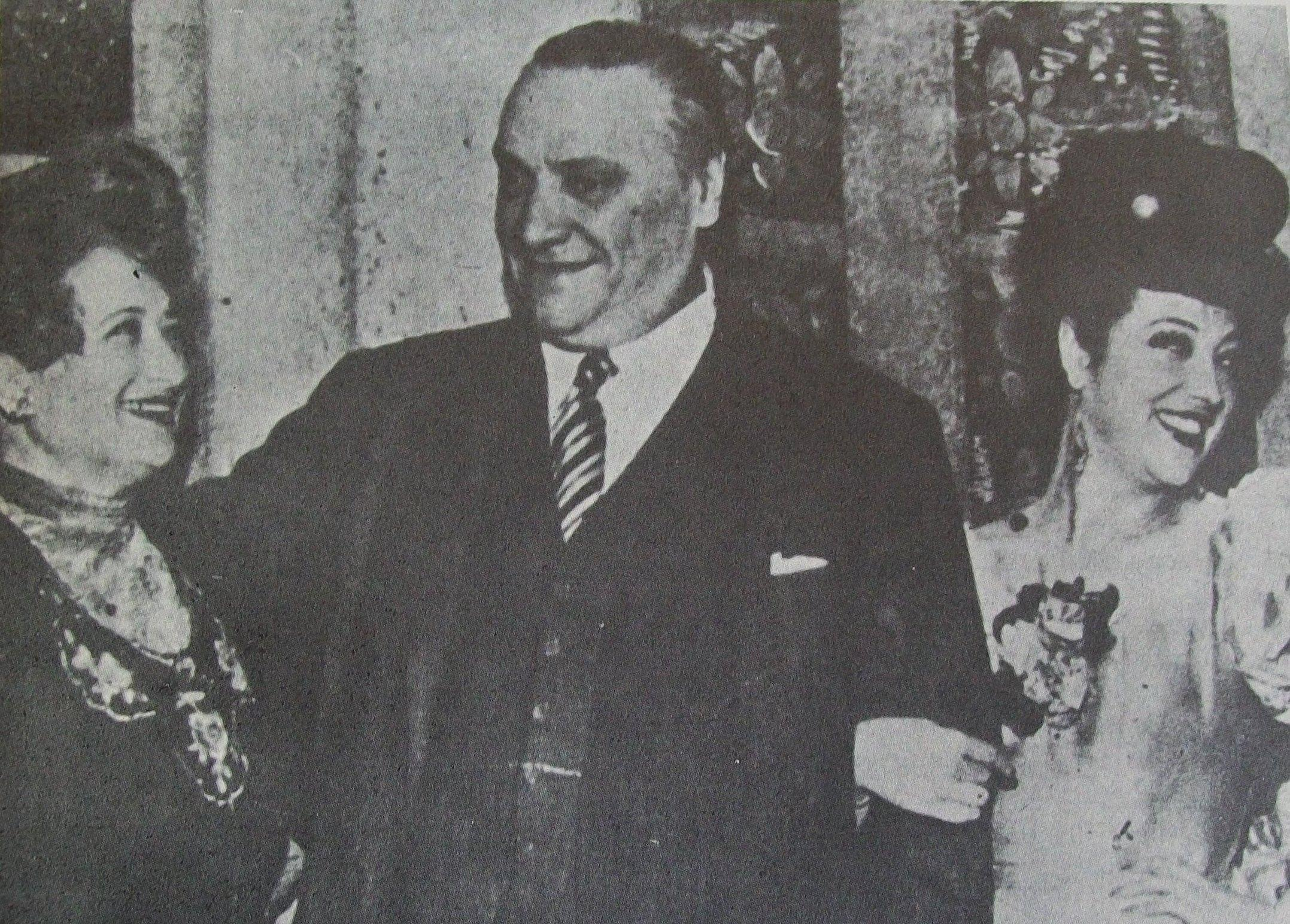
Alberto Vacarezza

Hacia finales del siglo XIX el intendente de la ciudad de Buenos Aires Antonio Crespo auspició con éxito la radicación de la industria del cuero en la zona que actualmente se conoce como barrio de Villa Crespo, lo que trajo progreso y demanda de mano de obra que, en esa época, estaba alimentada por la gran inmigración de extranjeros. Fue así que en 1886 se instaló en la calle Murillo una fábrica llamada “La Nacional de Calzados” que empleó a muchos trabajadores y cuyos dueños decidieron hacer viviendas para ellos en las cercanías. Por ello Salvador Benedit, el gerente de “La Nacional”, encargó la construcción de una casa con esa finalidad.
El edificio era de tipo conventillo (del diminutivo de convento) que es como se denomina a un tipo de vivienda urbana colectiva, también conocida como inquilinato, en Argentina, Uruguay y Bolivia, donde cada cuarto es alquilado por una familia o por un grupo de hombres solos y en el cual los servicios (comedor, baños) solían ser comunes para todos los inquilinos. Tenía ingreso por la calle Serrano (actualmente n.º 156) y también por su paralela Thames (ya que atravesaba toda la manzana) y era conocido como el “Conventillo Nacional” en referencia al nombre de la citada fábrica. La construcción constaba de un patio lateral y ciento doce habitaciones con una cocina agregada a cada una en su frente, que estaban ubicados a lo largo de dos pasillos angostos en dos plantas. Las condiciones sanitarias y de hacinamiento eran graves ya que vivían unas cuatro o cinco personas por pieza -españoles, italianos, árabes y judíos en su gran mayoría- y cuando ya los hombres habían incorporado a sus mujeres e hijos llegaron a habitarlo 400 personas. Como eran solamente dos los baños, su uso era motivo de filas de espera entre sus habitantes. Generalmente era el momento de deponer actitudes hostiles, ya que la convivencia por largo tiempo en una misma casa generaba solidaridad. En algún momento llegó a la casa una mujer, la Paloma, fabriquera según algunos y prostituta según otros que no sólo originó el nombre actual del lugar sino también el del personaje del sainete de Alberto Vacarezza estrenado en 1929: una obra plagada de humor simple, de serenatas a la dama, que transcurre en un conventillo en el cual desde un altillo miraba a la cohorte de deseantes que iban en procesión, a veces pacífica y otras belicosa, en busca de su cuerpo y su utópico amor. En homenaje a este autor la Legislatura de la Ciudad de Buenos Aires colocó en el frente del edificio una placa fileteada por el artista Luis Zorz.

## Actualidad
En 2011 vivían 17 familias en el conventillo, unas 50 o 60 personas, en su mayor parte inmigrantes del interior del país, principalmente del noroeste, más algunos bolivianos y paraguayos, que sostienen una batalla legal con quienes quieren desalojarlos invocando la propiedad de la casa.